# Franco Arese
Francesco Arese, detto Franco (Centallo, 13 aprile 1944), è un ex mezzofondista, dirigente sportivo e imprenditore italiano, campione europeo dei 1500 metri piani a Helsinki 1971.
È stato presidente di Asics Italia per 31 anni, dal 1982 all'aprile 2013, e, dal 2005 al 2012, ha ricoperto per due mandati la carica di presidente della Federazione Italiana di Atletica Leggera.

## Biografia
Ha gareggiato con la maglia della FIAT e della Balangero e per 38 volte ha indossato la maglia della Nazionale. Nel 1970 vinse la gara dei 1500 m alle Universiadi e in Coppa Europa.
In carriera ha stabilito diversi record nazionali e vinto 12 titoli nazionali assoluti. In particolare tutti questi record (a eccezione di quello sugli 800 metri) furono stabiliti nel 1971, il suo anno migliore. In quell'anno, oltre al titolo europeo sui 1500 m, vinse anche la medaglia d'argento ai Giochi del Mediterraneo.
Ha partecipato a due edizioni dei Giochi olimpici (Città del Messico 1968 e Monaco di Baviera 1972) arrivando in entrambi i casi a disputare la semifinale.
È inserito nella Hall of Fame della FIDAL.
Nel 1982, insieme al fratello Piero, fonda Asics Italia, azienda di cui rimarrà presidente fino al 2013. Dal 2011 al 2013 è stato presidente del consiglio di amministrazione di Asics Europe. Nel 2014 acquisisce il controllo di Karhu Holding bv, holding che controlla il marchio finlandese di calzature sportive Karhu .
Nel 2017 le Edizioni Correre hanno pubblicato Divieto di sosta, libro scritto da Gianni Romeo, Franco Fava e Fabio Monti, imperniato sulla vita di Franco Arese, sia agonistica sia imprenditoriale e da dirigente sportivo.

## Record nazionali
Arese ha stabilito i primati italiani su tutte le distanze del mezzofondo, dagli 800 m ai 10000 m.
- 800 metri piani: 1'46"6 ( Rieti, 17 settembre 1972) - detenuto sino al marzo 1973
- 1500 metri piani: 3'36"3 ( Milano, 1º luglio 1971) - detenuto sino all'agosto 1981
- Miglio: 3'56"7 ( Berlino, 7 settembre 1971) - detenuto sino all'agosto 1981
- 5000 metri piani: 13'40"0 ( Roma, 20 maggio 1971) - detenuto sino al settembre 1972
- 10000 metri piani: 28'27"0 ( Varsavia, 1º maggio 1971) - detenuto sino al marzo 1975

## Progressione
800 m
| Stagione | Risultato | Luogo | Data       | Rank. Mond. |
| -------- | --------- | ----- | ---------- | ----------- |
| 1972     | 1:46.6    | Rieti | 17/09/1972 | 26º         |

1500 m
Su questa distanza Arese è stato per otto stagioni nella top 25 mondiale stagionale.
| Stagione | Risultato | Luogo      | Data       | Rank. Mond. |
| -------- | --------- | ---------- | ---------- | ----------- |
| 1974     | 3:38.0    | Milano     | 02/07/1974 | 18º         |
| 1973     | 3:36.8    | Helsinki   | 28/06/1973 | 6º          |
| 1971     | 3:36.3    | Milano     | 01/07/1971 | 2º          |
| 1970     | 3:38.7    | Barcellona | 03/06/1970 | 4º          |
| 1969     | 3:37.6    | Stoccarda  | 30/06/1969 | 3º          |
| 1968     | 3:39.0    | Schio      | 13/07/1968 | 11º         |
| 1967     | 3:40.5    | Viareggio  | 20/08/1967 | 11º         |
| 1966     | 3:40.7    | Celje      | 14/08/1966 | 16º         |

Miglio
| Stagione | Risultato | Luogo    | Data       | Rank. Mond. |
| -------- | --------- | -------- | ---------- | ----------- |
| 1971     | 3:56.7    | Berlino  | 07/07/1971 | 7º          |
| 1970     | 3:59.4    | Portland | 13/06/1970 | 25º         |
| 1969     | 3:57.8    | Londra   | 08/10/1969 | 8º          |

10000 m
| Stagione | Risultato | Luogo    | Data       | Rank. Mond. |
| -------- | --------- | -------- | ---------- | ----------- |
| 1971     | 28:27.0   | Varsavia | 01/05/1971 | 24º         |

## Palmarès
| Anno | Manifestazione          | Sede              | Evento       | Risultato  | Prestazione | Note  |
| ---- | ----------------------- | ----------------- | ------------ | ---------- | ----------- | ----- |
| 1966 | Europei                 | Budapest          | 800 m piani  | Batteria   |             |       |
| 1966 | Europei                 | Budapest          | 1500 m piani | Batteria   |             |       |
| 1968 | Giochi olimpici         | Città del Messico | 1500 m piani | Semifinale | 3'54"85     | [ 8 ] |
| 1969 | Europei                 | Atene             | 1500 m piani | 8º         |             |       |
| 1971 | Europei                 | Helsinki          | 1500 m piani | Oro        | 3'38"43     |       |
| 1971 | Giochi del Mediterraneo | Smirne            | 1500 m piani | Argento    | 3'47"6      | [ 9 ] |
| 1972 | Giochi olimpici         | Monaco            | 1500 m piani | Semifinale | 3'41"08     |       |

## Campionati nazionali
- ai Campionati italiani assoluti di atletica leggera, 800 metri piani (1968, 1969, 1972 e 1973)
- ai Campionati italiani assoluti di atletica leggera, 1500 metri piani (1966, 1967, 1968 e 1970)
- ai Campionati italiani assoluti di atletica leggera, 5000 metri piani (1971)
- ai Campionati italiani assoluti di atletica leggera, corsa campestre (1970)
- ai Campionati italiani assoluti di atletica leggera indoor, 1500 metri piani (1972)
- ai Campionati italiani assoluti di atletica leggera indoor, 3000 metri piani (1970)

## Altre competizioni internazionali
1970
- Oro in Coppa Europa ( Stoccolma), 1500 metri piani - 3'42"3[10]
- Bronzo al Campaccio ( San Giorgio su Legnano)

1971
- Oro al Trofeo Sant'Agata ( Catania)
- Argento al Campaccio ( San Giorgio su Legnano)